# Mimosa rixosa
Mimosa rixosa är en ärtväxtart som beskrevs av Carl Friedrich Philipp von Martius. Mimosa rixosa ingår i släktet mimosor, och familjen ärtväxter. Inga underarter finns listade i Catalogue of Life.